# Cataegis celebesensis
Cataegis celebesensis is een slakkensoort uit de familie van de Cataegidae. De wetenschappelijke naam van de soort is voor het eerst geldig gepubliceerd in 1987 door McLean & Quinn.